# Ewa Kulesza
Ewa Kulesza (ur. 12 kwietnia 1951 w Piotrkowie Trybunalskim) – polska prawnik, nauczyciel akademicki, w latach 1998–2006 generalny inspektor ochrony danych osobowych.

## Życiorys
Ukończyła studia na Wydziale Prawa i Administracji Uniwersytetu Łódzkiego. W 1984 uzyskała stopień doktora nauk prawnych. W 1975 została pracownikiem naukowym na UŁ. Na początku lat 80. współtworzyła na tej uczelni struktury „Solidarności”. Od 1986 pracowała w Trybunale Konstytucyjnym, w pierwszej połowie lat 90. kierowała Miejskim Ośrodkiem Pomocy Społecznej w Łodzi. Po utworzeniu rządu Jerzego Buzka była doradcą ministra pracy.
W 1998 powołano ją na urząd generalnego inspektora ochrony danych osobowych, pierwszego po utworzeniu tej instytucji. Po zakończeniu w 2006 drugiej czteroletniej kadencji powróciła do pracy naukowej, została adiunktem w Katedrze Prawa Ubezpieczeń Społecznych i Polityki Społecznej Uniwersytetu Łódzkiego.
Jest żoną Witolda Kuleszy.